# Picot d'Etiòpia
El picot d'Etiòpia  (Dendropicos abyssinicus) és una espècie d'ocell de la família dels pícids (Picidae) que habita sabanes i boscos poc densos de les terres altes d'Etiòpia.